# Крюков, Владимир Ильич
Крюков Владимир Ильич — советский хозяйственный, государственный и политический деятель.

## Биография
Родился в 1943 году в деревне Темгенево, ныне Касимовский район Рязанской области.
Окончил ремесленное училище №14 при Верхопольском заводе им. XVIII партсъезда. Член КПСС. 
С 1961 года — на хозяйственной, общественной и политической работе. В 1961—2003 гг. — токарь в судомеханическом цеху судостроительного завода «Ока» в городе Навашино/токарь ОАО «Окская судоверфь».
Без отрыва от производства окончил вечернее отделение Навашинского судомеханического техникума по специальности «судовые машины и механизмы», но продолжал работать токарем.
Указами Президиума Верховного Совета СССР от 25 апреля 1975 года и от 10 марта 1981 года награждён орденами Трудовой Славы 3-й и 2-й степеней.
Указом Президиума Верховного Совета СССР от 7 августа 1986 года награждён орденом Трудовой Славы 1-й степени.
Делегат XXV съезда КПСС.
Умер в Навашино в 2012 году.